# Alain Claessens
Pour les articles homonymes, voir Claessens.
Alain Claessens,  né le 14 août 1946 à Uccle et mort le 2 septembre 2004 à Vichy, est un acteur français.

## Biographie
Dans son premier film, il incarne André Géraud dans Frontières de Guy Jorré (1975), suivi par les rôles principaux dans Le Voyage en Province (1975) et Le Pain perdu (1976) de Pierre Cardinal. Dans le feuilleton Richelieu il joue aux côtés de Pierre Vernier le rôle d'Alphonse. Avec Anne Wiazemsky il est Jésus dans La Passion (1978). Le rôle de Jésus encore dans Le Grand Inquisiteur (1979) d'après Dostoievskij. Jacques Doniol-Valcroze lui offre le rôle de Prosper dans Le Tourbillon des jours (1979).
Dans La Grotte aux loups de Bernard Toublanc-Michel, il joue avec Claude Jade. Réalisé en 1980, ce téléfilm obtient une grande audience de téléspectateurs, et sa performance d'acteur, dans ce téléfilm, ainsi que celle de Claude Jade, est remarquée. Ce téléfilm, inspiré d'un roman populaire, laisse lui aussi une forte empreinte dans l'histoire de la télévision et marque les esprits des téléspectateurs.
Dans Une affaire d'hommes de Nicolas Ribowski, il joue aux côtés de Claude Brasseur et Jean-Louis Trintignant, puis dans quelques téléfilms, comme Un chien écrasé de Daniel Duval.
En 1986, il décide d'arrêter le cinéma et la télévision, pour se consacrer essentiellement à sa grande passion, le théâtre. Il travaille surtout avec le TNP (Théâtre national populaire), souvent dans de longues tournées en région, ou dans toute la France.
Alain Claessens décède des suites d'une longue maladie, le 2 septembre 2004.

## Théâtre
- 1969 : Le Mariage de Figaro de Beaumarchais, mise en scène Jean Meyer, Théâtre des Célestins
- 1969 : Macbeth de William Shakespeare, mise en scène Jean Meyer, Théâtre des Célestins

## Filmographie
- 1977 : Richelieu ou Le Cardinal de Velours de Jean-Pierre Decourt : Alphonse
- 1978 : Médecins de nuit de Nicolas Ribowski, épisode : Alpha (série)
- 1979 : Le Tourbillon des jours, de Jacques Doniol-Valcroze
- 1980 : La Grotte aux loups de Bernard Toublanc-Michel : René avec Claude Jade (musique de Carlos Leresche)
- 1980 : La Vie des autres (segment Le Scandale en 10 épisodes) série télévisée de Jean-Pierre Desagnat : Leslie (musique de Carlos Leresche)
- 1981 : Le Jardinier de Jean-Pierre Sentier
- 1981 : Une affaire d'hommes  de Nicolas Ribowski
- 1984 : Série noire : Un chien écrasé de Daniel Duval

## Hommage
La ville de Bellerive-sur-Allier, commune limitrophe de la ville où est mort l'acteur, lui a rendu hommage en nommant la voie d'accès à la salle de spectacle Le Geyser allée Alain-Claessens en septembre 2013,.